# Blanka Isielonis
Blanka Isielonis (* 22. Mai 1978 in Krakau) ist eine ehemalige polnische Snowboarderin. Sie startete in den Paralleldisziplinen.

## Werdegang
Isielonis, die für den KS AZS-AWF Katowice startete, belegte bei den Snowboard-Weltmeisterschaften 1999 in Berchtesgaden den 45. Platz im Parallelslalom, den 38. Rang im Parallel-Riesenslalom und den 24. Platz im Snowboardcross. Im Snowboard-Weltcup der FIS trat sie erstmals im März 1999 in Olang an, wobei sie die Plätze 48, 30 und 27 errang. Im selben Monat wurde sie polnische Meisterin im Riesenslalom. In der Saison 2000/01 kam sie bei den Snowboard-Weltmeisterschaften 2001 in Madonna di Campiglio auf den 31. Platz im Parallel-Riesenslalom und holte bei der Winter-Universiade 2001 in Zakopane die Goldmedaille im Parallelslalom. Zudem siegte sie zuvor bei den polnischen Meisterschaften im Parallel-Riesenslalom und im Parallelslalom. Auch in der folgenden Saison gewann sie bei den polnischen Meisterschaften im Parallel-Riesenslalom und holte im Parallel-Riesenslalom in Krynica ihren ersten Sieg im Europacup. In der Saison 2002/03 erreichte sie mit Platz acht im Parallelslalom in Sapporo ihre einzige Top-Zehn-Platzierung im Weltcup und zum Saisonende mit dem 26. Platz im Parallel-Weltcup ihr bestes Gesamtergebnis. Beim Saisonhöhepunkt, den Snowboard-Weltmeisterschaften 2003 am Kreischberg, belegte sie den 28. Platz im Parallelslalom und den 21. Rang im Parallel-Riesenslalom. Zudem gewann sie bei der Winter-Universiade 2003 in Piancavallo die Bronzemedaille im Riesenslalom und wurde erneut im Parallelslalom sowie im Parallel-Riesenslalom polnische Meisterin. Im Parallel-Riesenslalom in Krynica holte sie im Februar 2003 ihren zweiten Sieg im Europacup. 
In der folgenden Saison errang Isielonis mit dem Plätzen 12, drei und zwei den vierten Platz in der Parallel-Wertung des Europacups. Nachdem sie in der Saison 2004/05 bei der Winter-Universiade 2005 in Innsbruck auf den sechsten Platz im Parallel-Riesenslalom gekommen war, fuhr sie bei den Snowboard-Weltmeisterschaften 2005 in Whistler auf den 27. Platz im Parallelslalom und auf den 26. Rang im Parallel-Riesenslalom. Außerdem triumphierte sie bei den polnischen Meisterschaften im Parallel-Riesenslalom. In ihrer letzten aktiven Saison 2005/06 belegte sie bei den Olympischen Winterspielen 2006 in Turin den 27. Platz im Parallel-Riesenslalom und absolvierte in Sankt Petersburg ihren 79. und damit letzten Weltcup, welchen sie auf dem 31. Platz im Parallelslalom beendete. Außerdem holte sie in Nendaz ihren dritten Sieg im Europacup und wurde polnische Meisterin im Parallelslalom.

## Teilnahmen an Weltmeisterschaften und Olympischen Winterspielen

### Olympische Winterspiele
- 2006 Turin: 27. Platz Parallel-Riesenslalom

### Snowboard-Weltmeisterschaften
- 1999 Berchtesgaden: 24. Platz Snowboardcross, 38. Platz Parallel-Riesenslalom, 45. Platz Parallelslalom
- 2001 Madonna di Campiglio: 31. Platz Parallel-Riesenslalom
- 2003 Kreischberg: 21. Platz Parallel-Riesenslalom, 28. Platz Parallelslalom
- 2005 Whistler: 26. Platz Parallel-Riesenslalom, 27. Platz Parallelslalom

## Weltcup-Gesamtplatzierungen
| Saison    | Gesamt | Gesamt | Parallel | Parallel | Snowboardcross | Snowboardcross |
| Saison    | Punkte | Platz  | Punkte   | Platz    | Punkte         | Platz          |
| --------- | ------ | ------ | -------- | -------- | -------------- | -------------- |
| 1998/99   | 5      | 127.   | -        | -        | -              | -              |
| 1999/2000 | 48     | 85.    | 78       | 53.      | 365            | 34.            |
| 2000/01   | -      | -      | -        | -        | 180            | 44.            |
| 2002/03   | -      | -      | 1465     | 26.      | -              | -              |
| 2003/04   | -      | -      | 625      | 37.      | -              | -              |
| 2004/05   | -      | -      | 743      | 34.      | -              | -              |
| 2005/06   | 473    | 99.    | 473      | 38.      | -              | -              |